# Якунино (озеро)
Якунино — озеро на территории Гаринского городского округа Свердловской области России.

## Географическое положение
Озеро Якунино расположено в муниципальном образовании «Гаринский городской округ» Свердловской области, в 21 километрах к западу от посёлка Пуксинка, с востока примыкает Синтурское болото. Озеро площадью 1,4 км², уровень воды — 65,1 метра.

## Описание
В половодье озеро имеет поверхностный сток через реку Вагиль (левый приток река Тавда). Берега местами заболочены и покрыты лесом. В озере вводится рыба и водоплавающая птица.